# Верхняя Глушица (река)
Верхняя Глушица — река в России, протекает в Прилузском районе Республики Коми. Устье реки находится в 128 км по левому берегу реки Летка. Длина реки составляет 16 км.
Исток реки находится на Северных Увалах в 10 км к северо-востоку от села Летка. Река течёт на юг, всё течение проходит по ненаселённому лесу. Впадает в Летку напротив села Мутница. Притоки — Ночной Жут, Нервож, Межавож (левые).

## Данные водного реестра
По данным государственного водного реестра России относится к Камскому бассейновому округу, водохозяйственный участок реки — Вятка от истока до города Киров, без реки Чепца, речной подбассейн реки — Вятка. Речной бассейн реки — Кама.
Код объекта в государственном водном реестре — 10010300212111100031754.